# Virgilio (portale)
Virgilio è un portale Web italiano di proprietà di Italiaonline, fondato nel 1996 da Matrix S.p.A. come motore di ricerca e Web directory curata manualmente da redattori, per poi evolversi via via come portale di accesso a contenuti informativi organizzati in canali e a servizi quali una Webmail.
Secondo Alexa, si posiziona fra i primi 100 domini più consultati in Italia, mentre prima del 2013 era fra i primi 15.

## Storia
Il nome del portale si rifà a Publio Virgilio Marone, la guida di Dante nella Divina Commedia. Come sottolineato anche dal suo primo payoff pubblicitario, «la guida italiana ad Internet», in origine la missione di Virgilio era quella di affiancare alla ricerca realizzata da un computer, la categorizzazione di siti, con indicatori significativi per gli utenti Internet italiani.
Negli anni della bolla delle dot-com (1999-2001) Virgilio rimase impresso nell'immaginario collettivo grazie a una fortunata campagna pubblicitaria: un vecchietto con coppola e sigaretta in bocca, accompagnato dal slogan pubblicitario «Virgilio, il bello di Internet».
Ancora oggi Virgilio fornisce contenuti informativi organizzati in canali tematici verticali (dall'economia ai viaggi, dalle notizie fino alla moda) e con prodotti di Webmail, ricerca, chat e comunità.
Nel 2016 il portale ha adottato il motore di ricerca Bing di Microsoft per i suoi servizi di ricerca.

### Vicende societarie
Il portale era di proprietà della società Matrix S.p.A., fondata nel 1995 da Paolo Ainio, Carlo Gualandri e Marco Benatti, che dal 1999 era controllata al 66% dal gruppo Seat Pagine Gialle insieme alla De Agostini, per poi passare nel 2001 sotto il controllo di TI Media e infine nell'agosto 2004 di Telecom Italia.
Per circa due anni, dalla fine del 2005 alla fine del 2007, il portale Virgilio viene oscurato da Telecom Italia, che decide di preferire il marchio Alice (ideato per commercializzare la propria offerta ADSL).
Il 9 agosto 2012, Telecom Italia annuncia la vendita del 100% della controllata Matrix (e quindi la cessione del portale) a Libero S.r.l., società controllata da Weather Investment II S.à.r.l., sulla base di un valore aziendale di 88 milioni di euro. L'unione delle due società dà vita alla principale azienda italiana del Web che, ad inizio 2013, prenderà il nome di Italiaonline S.p.a., in seguito diventata società per azioni.

### Disservizi
Dal 22 al 28 gennaio 2023 il servizio Virgilio Mail, in concomitanza al portale di Libero Mail anch'esso di proprietà di Italiaonline S.p.A., non è stato accessibile.  Nella storia di Virgilio e Libero è il disservizio più lungo mai accaduto. L’azienda ha escluso, tramite un comunicato sul loro portale, che il disservizio sia stato causato da un attacco informatico ai loro sistemi.

## Loghi

Logo usato fino al 2014
Logo usato dal 2014 al 2016
Logo attuale dal 2016